# Periodisme esportiu

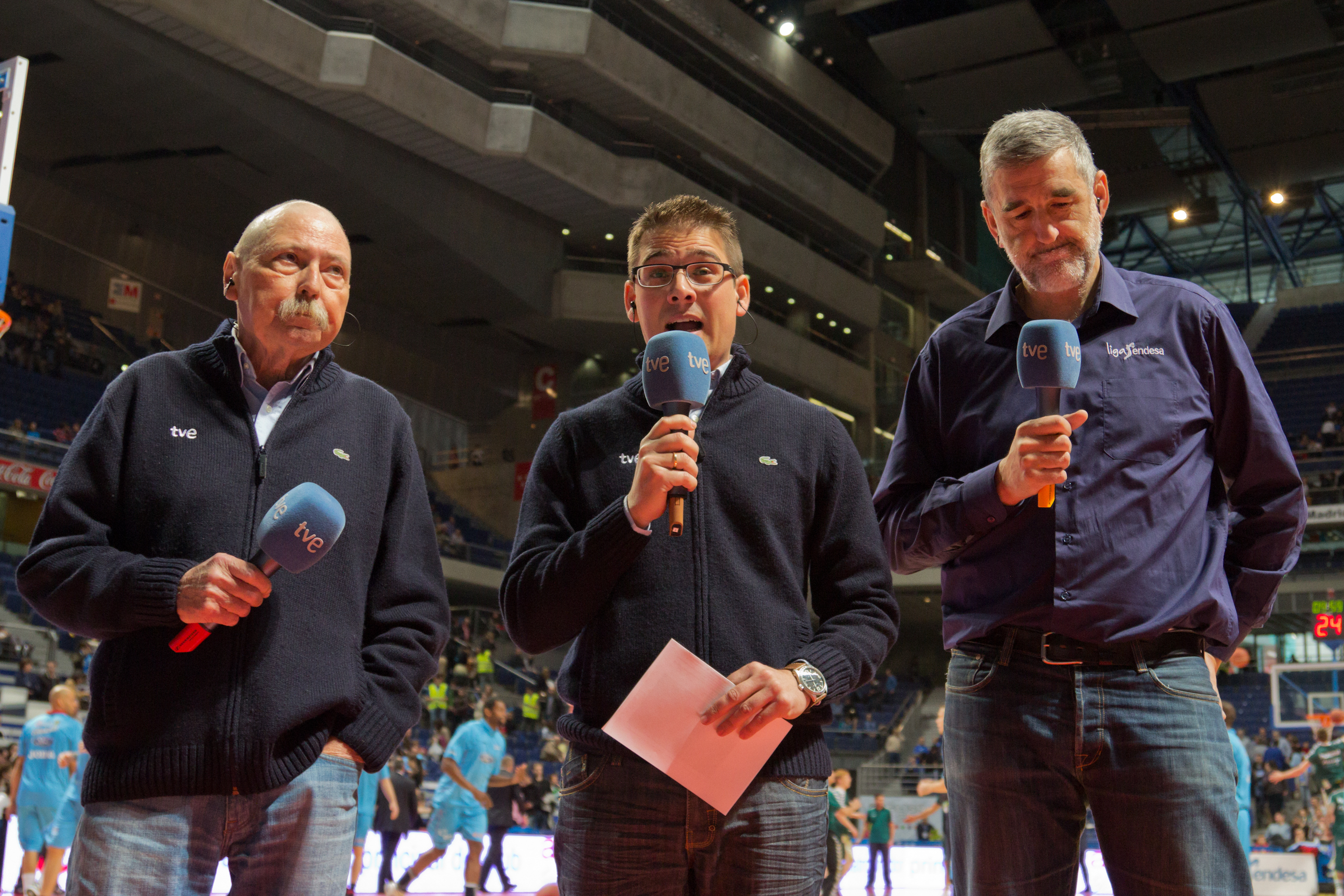
Comentaristes televisius d'un partit de la lliga ACB de bàsquet

El periodisme esportiu és una especialitat professional de l'ofici del periodisme que utilitza diversos gèneres per a tractar la informació esportiva. El bon periodisme esportiu és un dels gèneres periodístics més exigents que ha de posar en relació l'entreteniment amb el llenguatge simple.

## Periodisme esportiu a Catalunya
La crònica esportiva, amb voluntat informativa i literària, fou un fenomen decisiu en la modernització del periodisme català, durant el període d'entreguerres, del 1918 al 1936. Els primers diaris esportius a Catalunya foren El Cazador (1856), el Butlletí de l'Associació d'Excursions Catalana (1878) i L'Excursionista (1878). Després en vingueren d'altres com Mundo Deportivo (1906), L'Esport Català, La Nau dels Esports i La Rambla. Entre les personalitats més destacades de l'inici d'aquesta especialitat a Catalunya hi hagué Narcís Masferrer i Sala, Just Cabot i Ribot, Lluís Aymamí i Baudina, Francisco Madrid, Vicenç Bernades i Viusà, Xavier Regàs i Castells, Joaquim Ventalló i Vergés, Antoni Vilà i Bisa, Carles Sindreu i Pons i Josep Maria Planes i Martí.